# Astoria (Queens)
Pour les articles homonymes, voir Astoria.
« Ravenswood (Queens) » redirige ici. Pour les autres significations, voir Ravenswood.
Astoria est un quartier de la municipalité de New York situé dans le nord-ouest de l'arrondissement du Queens.
Astoria est bordé par l'East River.
Le quartier est desservi par les lignes N, W, M et R du métro de New York.
À Astoria on trouve les Kaufman Astoria Studios, des studios de cinéma, ainsi que le Steinway village et la Steinway Mansion, maison du fils du fondateur de Steinway & Sons.

## Histoire

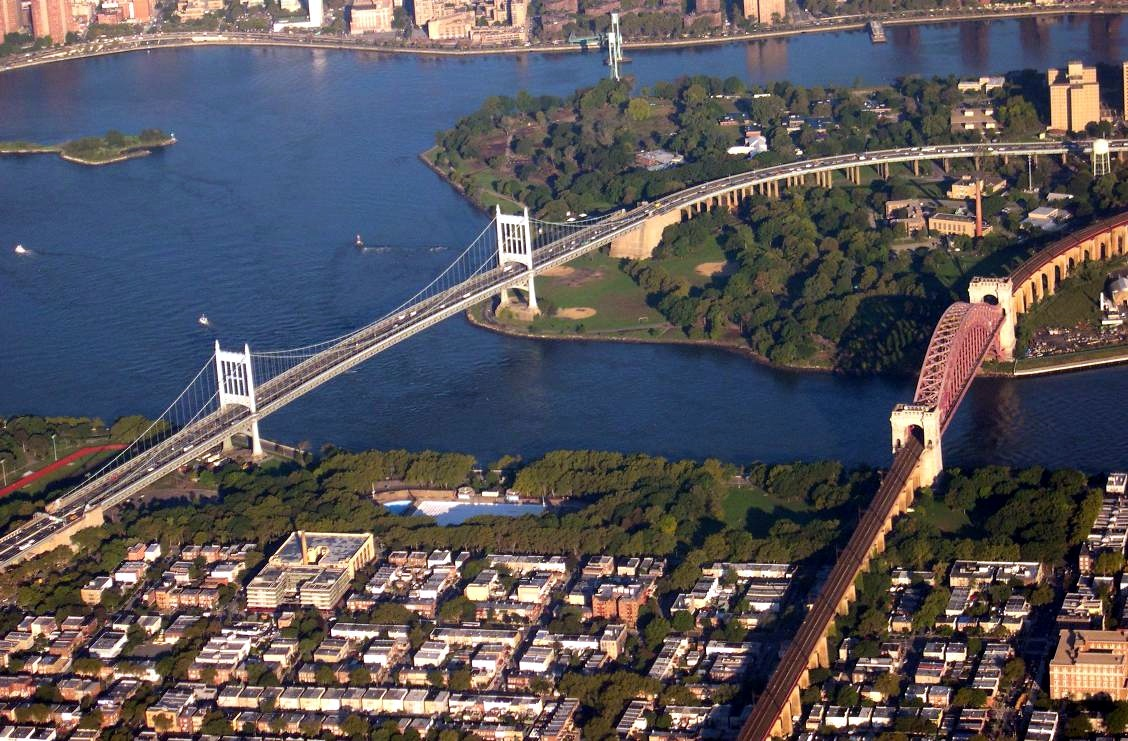
Vue aérienne du quartier

## Géographie

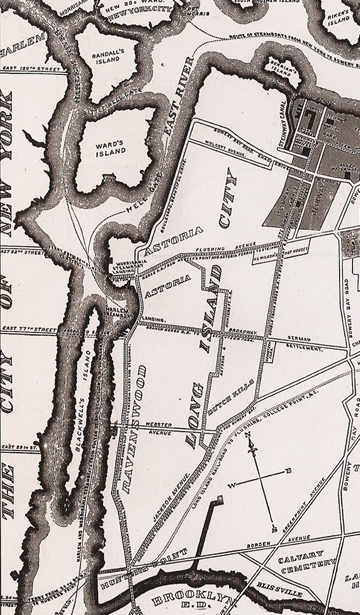
Astoria et Ravenswood sont dans le périmètre de Long Island City sur cette carte de 1896 et seront intégrés à la ville de New York avec cette dernière en 1898.

### Astoria Heights
Astoria Heights, ou Upper Ditmars, est délimité par Hazen Street à l'ouest, l'aéroport La Guardia à l'est, Bowery Bay au nord, et Astoria Boulevard et Grand Central Parkway au sud. Il s'agit principalement d'un quartier tranquille de la classe moyenne composé de maisons individuelles.

### Ravenswood
Ravenswood est traditionnellement délimité au nord par Broadway qui le sépare d'Astoria proprement dit.

## Démographie
Composition ethno-raciale en 2010, :
- Blancs non hispaniques (49,2 %)
- Hispaniques et Latinos (26,5 %)
- Asiatiques (16,2 %)
- Noirs (4,5 %)
- Métis (2,2 %)
- Autres (1,4 %)

Selon l'American Community Survey, pour la période 2012-2016, 42,4 % de la population âgée de plus de 5 ans déclare parler l'anglais à la maison, alors que 23,2 % déclare parler l'espagnol, 4,7 % le grec, 2,8 % une langue chinoise, 2,6 % l'arabe, 2,5 % le serbo-croate, 2,3 % le portugais, 1,9 % l'italien, 1,5 % le coréen, 1,3 % le japonais, 1,2 % le français, 1,2 % le tagalog, 0,8 % l'ourdou, 0,7 % le polonais, 0,6 % le russe, 0,5 % l'hindi et 9,8 % une autre langue.
Le quartier d'Astoria est connue pour abriter la plus grande communauté nord-africaine des États-Unis, composée d'immigrés marocains, égyptiens mais majoritairement d'immigrés originaire d'Algérie (principalement venues de Kabylie, d'Alger, d'Oran et de Sig).